# Guglielmo III di Forcalquier
Guglielmo di Forcalquier o d'Urgell (... – Avignone, 1129) fu Conte di Forcalquier, per pochi mesi, nel corso del 1129.

## Origine
Come ci conferma la Historia de los condes de Urgel, Tomo I fu il figlio primogenito ed unico maschio del conte di Urgell, Ermenegol IV di Gerb e della Contessa di Forcalquier, Adelaide (? - 1129), l'unica figlia del conte di Forcalquier, Guglielmo Bertrando II e della sua seconda moglie, Adelaide di Cavenez (citata assieme alla figlia nel Gallia Christiana Novissima, Tome I, Aix, Instrumenta, Sisteron), sorella di Guido Conte di Cavenez.
Ermenegol IV di Gerb era figlio del conte di Urgell, Ermengol III di Barbastro, (discendente da Borrell II di Barcellona (Casa di Barcellona) e della sua prima moglie, Adelaide di Besalú, figlia del conte di Besalú e Ripoll Guglielmo I e di sua moglie Adelaide, di cui non si conoscono gli ascendenti..

## Biografia
Alla nascita di Guglielmo, sua madre, Adelaide, governava la contea di Forcalquier unitamente al proprio zio, Goffredo II, come già avevano fatto, secondo la Histoire Générale de Languedoc avec des Notes, Tome IV, lo stesso Goffredo II col fratello, Guglielmo Bertrando II, nonno di Guglielmo (il padre di Adelaide).
Nel 1092, alla morte di suo padre, Ermenegol IV di Gerb, la contea di Urgell andò al suo fratellastro, Ermengol V di Mollerussa, nato dal precedente matrimonio di suo padre (secondo la Historia de los condes de Urgel, Tomo I Ermengol IV, prima del 1080, era rimasto vedovo della prima moglie Lucia ed aveva sposato Adelaide, in seconde nozze) 
con la prima moglie, Lucia, di cui non si conoscono gli ascendenti, mentre per la contea di Forcalquier, in un testamento scritto nel 1090, aveva disposto che alla morte di Adelaide sarebbe andata a Guglielmo.  

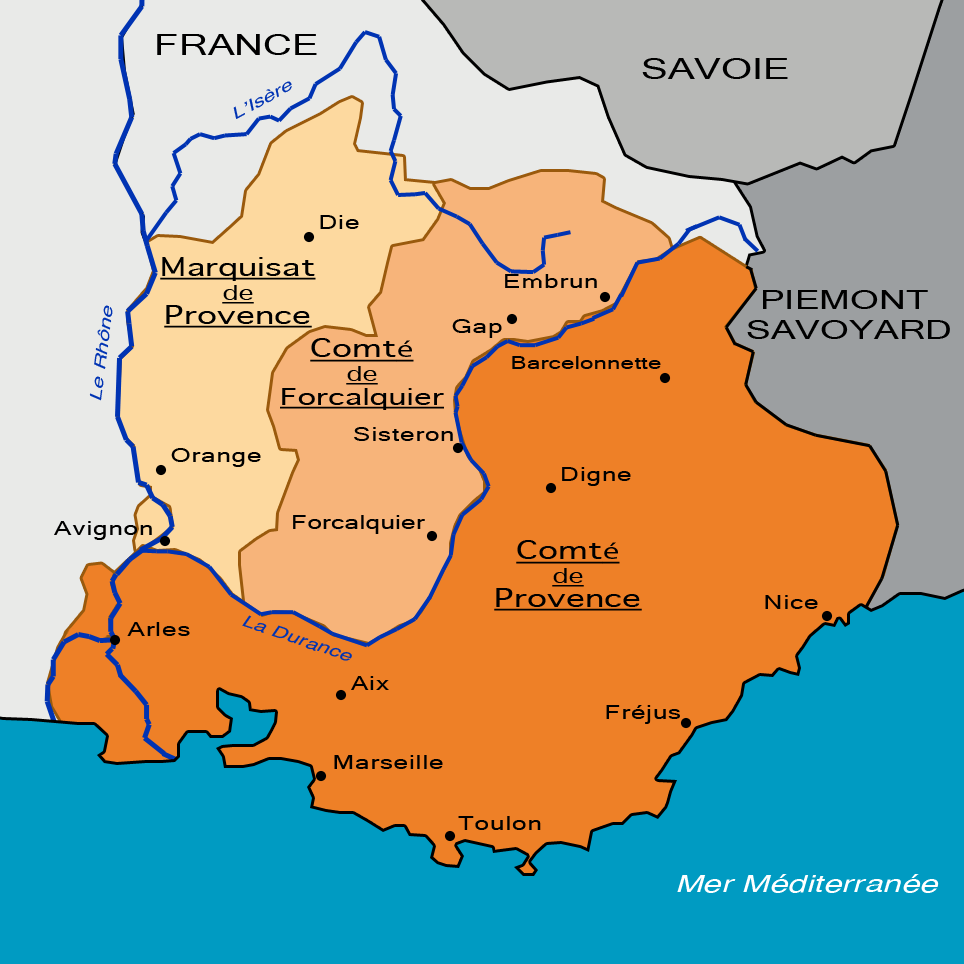
Divisione della Provenza tra contea e marchesato di Provenza e contea di Forcalquier, nel 1125.

Dopo la morte del prozio, Goffredo II, che avvenne verso la fine del secolo XI, senza eredi, sua madre Adelaide gli succedette, divenendo così unica contessa di Forcalquier; infatti secondo la Gallia Christiana Novissima, Tome I, Aix, Instrumenta, Fréjus, Col. 201, no. IX. , alla fine del secolo XI, Ermesinda, madre di Berengario, vescovo di Frejus, fece atto di omaggio alla contessa di Forcalquier, Adelaide.
Nel 1110, Guglielmo viene citato assieme alla madre e alla nonna, anche lei di nome Adelaide (Adelaide di Cavenez) nel Gallia Christiana Novissima, Tome I, Aix, Instrumenta, Sisteron,
Dopo un conflitto durato diversi anni, nel 1125, il conte di Barcellona, Raimondo Berengario III ed il conte di Tolosa, Alfonso Giordano, conclusero un trattato, che sancì l'assegnazione del marchesato di Provenza ai conti di Tolosa, della Contea di Provenza ai conti di Barcellona, mentre la contea di Forcalquier, unitamente alla città di Avignone, rimaneva alla madre di Guglielmo, la contessa Adelaide.
Sua madre, Adelaide morì nel 1129, lasciandogli il titolo di conte di Forcalquier.
Guglielmo gli sopravvisse solo alcuni mesi e morì ad Avignone, in quello stesso anno, lasciando il titolo di conte di Forcalquier al suo primogenito, Ghigo.

## Matrimonio e discendenti
Guglielmo, nel 1095 circa, aveva sposato Garsenda d'Albon, figlia del conte d'Albon, Ghigo III e della moglie, Matilda (o Regina), nobile inglese di cui non si conoscono gli ascendenti, ma che secondo alcuni era figlia di Edgardo Atheling. Matilda (o Regina) a Guglielmo diede due figli:
- Ghigo ( - 1149), conte di Forcalquier[11]
- Bertrando ( - ca. 1150), conte di Forcalquier[11].

### Fonti primarie
- (LA)  Gallia Christiana Novissima, Tome I, Aix, Instrumenta, Sisteronue.
- (LA)  Rerum Gallicarum et Francicarum Scriptores, tome XI.

### Letteratura storiografica
- Louis Halphen, La Francia nell'XI secolo, in «Storia del mondo medievale», vol. II, 1999, pp. 770–806
- Louis Halphen, Il regno di Borgogna, in «Storia del mondo medievale», vol. II, 1999, pp. 807–821
- Paul Fournier, Il regno di Borgogna o d'Arles dall'XI al XV secolo, in «Storia del mondo medievale», vol. VII, 1999, pp. 383–410
- (FR)  Histoire Générale de Languedoc avec des Notes, Tome IV.
- (FR)  Gallia Christiana Novissima, Tome I, Province d'Aix.
- (ES)  Historia de los condes de Urgel, Tomo I.